# Roseococcus thiosulfatophilus
Roseococcus thiosulfatophilus ist ein Bakterium. Es wurde in heißen Quellen mit hohen pH-Werten gefunden.

## Merkmale und Stoffwechsel
Die Zellen von Roseococcus thiosulfatophilus sind kokkenförmig mit einer Größe von 0,9–1,3 μm × 1,3–1,6 μm. Das Bakterium ist an einen Zellende (polar) begeißelt. Es besitzt Bacteriochlorophyll a und Karotinoide. Es ist auf Sauerstoff angewiesen (obligat aerob). Der Stoffwechsel ist entweder komplett heteroorganotroph oder es erfolgt ergänzend die Photosynthese (fakultativ photoheterotroph). Energiegewinnung ausschließlich durch die Photosynthese (autophototroph) findet nicht statt.
R. thiosulfatophilus kann Thiosulfat als Energiequelle nutzen. Daher auch der Artname. Methanol wird nicht verwertet. NaCl ist für das Wachstum nicht erforderlich. Es toleriert pH-Werte zwischen 6 und 9. Die optimale Temperatur für das Wachstum liegt zwischen 25 und 30 °C. Der Oxidase- und der Katalase-Test verlaufen positiv.

## Systematik
Die Art Roseococcus thiosulfatophilus wurde im Jahr 1994 erstbeschrieben. Sie zählt zu der Familie der Acetobacteraceae und ist die Typusart (die zuerst beschriebene Art) ihrer Gattung Roseococcus. Die Familie zählt zu der Abteilung der Proteobacteria und hier zu der Klasse der Alphaproteobacteria. Im Oktober 2021 wurden zwei Arten zu der Gattung gestellt, neben Roseococcus thiosulfatophilus noch Roseococcus suduntuyensis.
Die Familie der Acetobacteraceae umfasst sowohl alkaliphile (hohe pH-Werte „liebende“) als auch acidophile („säureliebende“) Bakterien. Zu den alkaliphilen zählt neben Roseococcus noch die Gattung Erythrobacter.

## Ökologie
Roseococcus thiosulfatophilus zählt zu den aeroben anoxygenen Bakterien (Aerobic Anoxygenic Phototrophs, AAP). Es handelt sich hierbei um Bakterien, die bei Anwesenheit von Sauerstoff eine anoxygene Photosynthese (also ohne Nutzung von H2)O durchführen. Diese anoxygene Photosynthese ähnelt der von Purpur-Nicht-Schwefel-Bakterien, welche allerdings nur in Abwesenheit von Sauerstoff abläuft. Des Weiteren wird von Bakterien der AAP-Gruppe im Gegensatz zu den Pupur-Nicht-Schwefelbakterien keine Kohlenstofffixierung durchgeführt, allen AAP-Bakterien fehlt das hierfür benötigte Schlüsselenzym RuBisCO. Durch die Photosynthese wird hier also nur Energie erzeugt, Kohlenstoffe müssen zusätzlich aufgenommen werden. Diese Gruppe von Bakterien ist in den Ozeanen und Süßwasser wahrscheinlich weit verbreitet. AAP-Bakterien sind in der Lage, ökologisch sowohl phototrophe als auch heteroorganotrophe Funktionen zu übernehmen. Heterotrophe Bakterien sind wichtig bei der Aufnahme und Umwandlung von gelösten organischen Stoffen. Im Gegensatz dazu sind photoautotrophe Bakterien wichtige Primärproduzenten in ozeanischen Ökosystemen. AAP-Bakterien entwickelten sich evolutionär wahrscheinlich aus den Purpur Nicht-Schwefelbakterien und konnten damit eine ökologische Nische in einer  sauerstoffreichen Umwelt besetzen.
Ein Fundort der Art ist eine heiße Quelle in der Nähe vom Baikalsee. Hier herrschen hohe pH-Werte (9,2–9,8), eine hohe Schwefelkonzentration (mehr als 12 mg/l) und hohe Temperaturen. In Bereichen mit Temperaturen 39–51 °C wurde hier neben Roseococcus thiosulfatophilus noch andere Bakterien gefunden, wie z. B. Chloroflexus aurantiacus, Blaualgen und einige Nicht-Schwefel-Bakterien. Dominierend war hier Chloroflexus aurantiacus.
R. thiosulfatophilus toleriert hohe Konzentrationen von giftigen Kaliumtellurit und ist in der Lage, es zu dem weniger toxischen elementaren Tellur zu reduzieren. Andere AAP-Bakterien, die ebenfalls Kaliumtellurit abbauen sind z. B. Erythromicrobium, Erythromonas, Erythrobacter, Sandaracinobacter und Citromicrobium.

## Genutzte Literatur
- George M. Garrity (Hrsg.): Bergey’s Manual of Systematic Bacteriology. 2. Auflage, Band 2: The Proteobacteria. Part C: The Alpha-, Beta-, Delta-, and Epsilonproteabacteria. Springer, New York 2005, ISBN 978-0-387-24145-6.